# Šibošnica
Šibošnica – wieś w Bośni i Hercegowinie, w Federacji Bośni i Hercegowiny, w kantonie tuzlańskim, w gminie Čelić. W 2013 roku liczyła 241 mieszkańców, z czego większość stanowili Boszniacy.